# TianoCore EDK II

Logo di TianoCore, il progetto principale di cui fa parte EDK II

TianoCore EDK II (precedentemente noto Tiano) è l'implementazione di riferimento dell'UEFI sviluppata da Intel. EDK è l'abbreviazione di EFI Development Kit ed è mantenuto dalla comunità TianoCore. TianoCore EDK II è lo standard de facto per l’implementazione generica dei servizi UEFI.

## Storia
Nel 2004, Intel ha rilasciato con una licenza libera il proprio "Foundation Code", parte dell'implementazione EFI. Il codice risultante ha costituito la base del progetto EDK gestito dalla comunità su SourceForge e avviato nel 2004. Il nome "Tiano" era già presente nel codice originario fornito da Intel. L'ultimo aggiornamento del progetto EDK (versione 1) risale al maggio 2010. La versione 2 è tuttora in fase di sviluppo.
Nell'aprile 2006, su SourceForge è stato importato un progetto chiamato "edk2", con un base di codice organizzata in pacchetti sviluppata da Intel. Il manuale di sviluppo iniziale ("Developer Manual) si riferiva a questo progetto come "Tiano R9". Nel 2008, una versione stabile e validata di EDK II è stata etichettata come "UEFI Development Kit 2008" (UDK2008). Il tag include un BuildNotes.txt risalente a novembre 2006 che descrive il codice presente nell'importazione iniziale e un file BuildNotes2.txt relativo ai moduli aggiunti nel maggio 2008. UDK2010 è stata la prima versione di EDK II ad essere ampiamente conosciuta. Intel ha continuato a validare alcuni snapshot di EDK II come UDK fino al 2018, quando EDK II è passato a un formato basato su "tag stabili".
Nel dicembre 2023 è stata scoperta una vulnerabilità denominata "LogoFAIL" associata a EDK II che permetteva a un attaccante di inserire codice malevolo al posto dei moduli di caricamento delle immagini bitmap del logo personalizzato durante l'avvio.
Sebbene EDK II implementi la specifica UEFI, non è approvato dall'UEFI Forum.

## Progetti

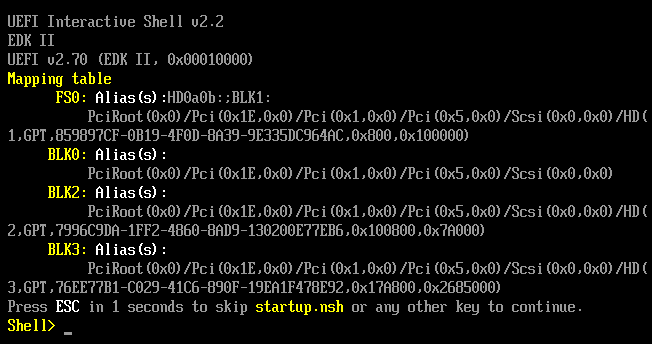
UEFI Shell 2.2, una componente di TianoCore EDK II

Il codice EDK II è stato integrato in altri progetti.
Una parte di TianoCore è rappresentata dalla shell UEFI. Quando un determinato produttore UEFI non fornisce una shell UEFI, è possibile utilizzare quella di TianoCore.
Google utilizza una versione di coreboot modificata per avviare Tiano. Questa funzionalità è chiamata PIANO (payload into Tiano) o tianocoreboot. Il codice PIANO è stato integrato in coreboot nel 2013. Il codice è stato aggiornato per essere compatibile con EDK II nel 2017.
Il codice sorgente di EDK2 include istruzioni per la compilazione come payload per coreboot o per il "slim bootloader" di Intel.
Il progetto Mu è un fork di EDK-II sviluppato da Microsoft. Si tratta di una versione open source del core UEFI utilizzato nei prodotti Microsoft Surface e Hyper-V, avviata da Microsoft nel dicembre 2018. Il progetto promuove il concetto di firmware come servizio. È stato creato per basarsi sull'implementazione di EDK II di TianoCore per migliorare la modularità e aumentare la qualità dei test nella costruzione del firmware UEFI.
EFIDroid è un bootloader per dispositivi Android basati su processori Snapdragon che si basa su EDK II.